# Children's Corner
Children's Corner ("L'angolo dei bambini", in inglese) è una suite per pianoforte di Claude Debussy, composta fra il 1906 e il 1908 e pubblicata dalla A. Durand & fils di Auguste e Jacques Durand  nel 1908; l'opera è dedicata alla figlia Claude-Emma, detta Chou-chou, come scritto sulla prima edizione: «Alla mia cara e piccola Chouchou, con le più tenere scuse di suo padre per quello che segue».

## Storia
Da Emma Bardac, conosciuta nel 1903 e sposata poi nel 1908, Debussy aveva avuto una figlia, Claude-Emma, nata il 30 ottobre 1905. Nonostante non lo avesse mai fatto capire, il musicista desiderava da tempo avere un figlio e la nascita di Chouchou lo rese felice e mutò notevolmente la sua vita, in particolare  a causa delle forti spese fatte per la sua nuova situazione familiare. Sempre in difficoltà finanziarie, Debussy cercava di portare a termine i suoi lavori, ma sempre con grande difficoltà.
Nel 1906 Debussy iniziò a comporre una piccola suite per pianoforte; scrisse inizialmente un primo brano, commissionatogli dalla pianista Octavie Carrier-Belleuse, terminato l'8 marzo con il titolo Sérénade à la poupée che, nelle intenzioni della richiedente, avrebbe dovuto far parte di un metodo per il pianoforte, ma che diventò invece un brano della suite.
Nell'estate del 1908 il compositore scrisse altri cinque pezzi, terminando così l'opera, che prese il titolo di Children's Corner. Il titolo in questa lingua, come del resto anche quelli dei sei brani, è dovuto probabilmente sia all'ammirazione del musicista per la cultura inglese, sia per rendere omaggio alla governante di Chouchou, di nazionalità anglosassone, che insegnava alla bambina i primi rudimenti della lingua.
La prima esecuzione della suite avvenne a Parigi, al Cercle Musical, il 18 dicembre 1908, con il pianista Harold Bauer.

## Analisi
La suite non fu pensata dall'autore per essere eseguita da un bambino, ma è comunque musica per l'infanzia e trae ispirazione da Chouchou che però, avendo solo tre anni, non era ancora in grado di comprenderla. Children's Corner non è molto difficile da suonare, meno di quanto possa sembrare a prima vista e può essere affrontata da giovani pianisti; è infatti più facile di altri brani di Debussy, come Estampes e Images, ma rivela al contempo un'incredibile ricchezza di sfumature, sia timbriche, sia ritmiche, sia melodiche.
L'opera è l'unica composizione portata a termine da Debussy nel 1908, anno di estrema difficoltà compositiva con numerosi lavori iniziati e mai terminati. Children's Corner  sembra essere stato un momento di ricreazione creativa in mezzo al vuoto di quegli anni.
Il mondo poetico dell'infanzia è ritratto dall'autore con un raffinamento dei propri mezzi espressivi, ottenendo una scrittura pianistica molto tersa e sobria dove, nonostante avesse limitato i mezzi esecutivi, Debussy riuscì a effettuare una ricerca di suoni dall'effetto impressionisticamente descrittivo.
La suite è costituita da sei brani:
- Doctor Gradus ad Parnassum, Modérément animé (in Do maggiore). Il pezzo è una divertente parodia del metodo di studio pianistico di Muzio Clementi, autore della famosa opera didattica Gradus ad Parnassum, e contiene alcune reminiscenze del preludio in do maggiore dal primo libro del Clavicembalo ben temperato di Johann Sebastian Bach e dello studio n° 1 dell'opera 45 di Stephen Heller. Nonostante il rincorrersi di arpeggi e l'incrocio delle mani è un brano così piacevolmente scorrevole che ben difficilmente si potrebbe ritenere un pezzo da studio[2].
- Jimbo's Lullaby ("Ninna-nanna di Jimbo"), Assez modéré (in Si bemolle maggiore). È la ninna nanna di Jimbo, l'elefantino di pezza di Chouchou e inizia con una melodia sui toni bassi dalla sensazione un po' sinistra con temi dissonanti, ma sempre nella gamma dei piano e dei pianissimo.
- Serenade for the Doll ("Serenata per la bambola"), Allegretto ma non troppo (in Mi maggiore). Ispirata a un altro dei giocattoli di Chou-chou, è stato il primo brano scritto da Debussy quando la piccola aveva solo cinque mesi; è una delicata serenata che richiama il suono del mandolino.
- The snow is dancing ("La neve danza"), Modérément animé (in Re minore). Il variare continuo del ritmo su note alternate in controtempo dà l'idea della danza dei fiocchi di neve che cadono volteggiando[2].
- The little shepherd ("Il piccolo pastore"), Très modéré (in La maggiore). Rappresenta ancora una volta un bambolotto della figlia. Il tema melodico ricorda quello di altre opere "pastorali", come il Prélude à l'après-midi d'un faune e Syrinx, inizia con l'indicazione "molto dolce e delicatamente espressivo" e rappresenta un pastorello che suona il flauto.
- Golliwogg's cake-walk, Allegro giusto (in Mi bemolle maggiore). Questo è uno dei pezzi più celebri di Debussy; si presenta come il più vivace e ritmato della raccolta, con il suo aperto richiamo alla vivace danza afroamericana del cake-walk che si immagina ballata da Golliwogg, personaggio di libri per bambini avente le fattezze di una bambina di colore. La sezione centrale contiene un'ironica citazione di un tema di Tristano e Isotta di Wagner, da eseguirsi "avec une grande émotion", indicazione a beneficio di chi non avesse compreso[2]. La successione di accordi staccati  ricorda molto l'atmosfera clownesca di alcuni preludi.